# 대기 (청 제도)
대기(擡旗, ᡤᡡᠰᠠ 
ᡩᠣᠣᠪᡠᠮᠪᡳ gūsa doobumbi)는 청조(淸朝)가 공훈을 세운 자, 황후(皇后) 및 비빈(妃嬪) 가문의 기적(旗籍)을 바꿔 출신 성분을 높여주는 제도이다.

## 역사
청 초기에는 정홍기(正紅旗), 정백기(正白旗), 정람기(正藍旗), 정황기(正黃旗) 네 기만 있었다. 이후 네 기 각각에 양(鑲)을 더하여 팔기가 되었다. 이중 정황기, 정백기, 양황기(鑲黃旗)는 황제가 직접 통솔하였는데 이를 상삼기(上三旗)라 하였다. 이중 양황기가 가장 존귀하였다. 나머지 다섯 기인 양백기(鑲白旗) 정람기(正藍旗), 양람기(鑲藍旗), 정홍기(正紅旗), 양홍기(鑲紅旗)는 왕공(王公)이 통솔하였는데 이를 하오기(下五旗)라 한다.
청의 입관(入關, 1644년 청군의 산해관 통과 후 북경 점령) 이후 비빈은 보통 팔기(八旗)에서 왔다. 그중 만주팔기(滿洲八旗)도 있었고 한군팔기(漢軍八旗)와 몽고팔기(蒙古八旗)도 있었다.
강희(康熙) 연간, 강희제(康熙帝) 생모 효강장황후(孝康章皇后)의 친정은 웡래 퉁(佟)씨였으며 한군정람기(漢軍正藍旗)였다. 강희제는 퉁씨를 퉁기야씨(佟佳氏)로 고치고 만주정황기(滿洲正黃旗)에 소속시키도록 명하였다. 강희 연간 이후, 황후(皇后, 추봉된 황후 포함)와 황귀비(皇貴妃) 친정이 하오기나 기타 민족 출신이면 상삼기에 소속시켜 신분을 상승시켰는데 이를 대기(擡旗)라 하였다. 일례로 청말 함풍제(咸豐帝)의 미망인 자희태후(慈禧太后)의 친정 여허나라씨(葉赫那拉氏)는 원래 하오기 만주양람기(滿洲鑲藍旗) 출신이지만, 자희태후의 권력 장악과 함께 상삼기 양황기로 대기하였다.

## 성씨 변경
대기 외에도 후비 성씨에 '가(佳)', 만주어 '기야(giya)'를 붙여 만족화(滿族化)하고 후비 신분을 높이기도 하였다. 혜현황귀비(慧賢皇貴妃) 고씨(高氏)는 고가씨(高佳氏), 숙가황귀비(淑嘉皇貴妃) 김씨(金氏)는 김가씨(金佳氏), 효의순황후(孝儀純皇后) 위씨(魏氏)는 위가씨(魏佳氏)가 되었다.
퉁기야씨(佟佳氏), 마기야씨(馬佳氏), 치기야씨(齊佳氏), 리기야씨(李佳氏), 조오기야씨(兆佳氏), 종기야씨(宗佳氏) 등 '가씨/기야씨'는 전통 만족 성씨에 해당하는데 유래는 두 가지이다. 첫 번째는 만주 지명 유래설이다. 퉁기야씨 조상은 퉁기야(佟佳, 현재 두만강 북쪽)에서 유래하였고, 마기야씨는 기야리쿠마기야(嘉理庫馬佳)에서 유래하였다. 다른 한 설은 한인(漢人) 성씨에 가(家, 근세 중국어 발음으로 '기야')를 붙이는 것을 모방하였다는 것이다.
이들 성씨는 청궁에 많았다.
- 청태조(淸太祖) : 청태조원비(淸太祖元妃) 퉁기야씨(佟佳氏), 서비(庶妃) 조기야씨(兆佳氏)
- 순치(順治) : 효강장황후(孝康章皇后) 퉁기야씨(佟佳氏)
- 강희(康熙) : 효의인황후(孝懿仁皇后) 퉁기야씨(佟佳氏), 경민황귀비(敬敏皇貴妃) 장기야씨(章佳氏), 각혜황귀비(慤惠皇貴妃) 퉁기야씨(佟佳氏), 성비(成妃) 다이기야씨(戴佳氏), 영비(榮妃) 마기야씨(馬佳氏), 경빈(敬嬪) 왕기야씨(王佳氏), 포귀인(布貴人) 조오기야씨(兆佳氏)
- 건륭(乾隆) : 혜현황귀비(慧賢皇貴妃) 고기야씨(高佳氏), 효의순황후(孝儀純皇后) 위기야씨(魏佳氏), 숙가황귀비(淑嘉皇貴妃) 김기야씨(金佳氏), 순혜황귀비(純惠皇貴妃) 수기야씨(蘇佳氏), 흔귀비(忻貴妃) 다이기야씨(戴佳氏)
- 가경(嘉慶) : 화유황귀비(和裕皇貴妃) 리우기야씨(劉佳氏), 화비(華妃) 허오기야씨(侯佳氏), 신비(信妃) 리우기야씨(劉佳氏), 순빈(淳嬪) 동기야씨(董佳氏), 간빈(簡嬪) 구완기야씨(關佳氏), 손빈(遜嬪) 션기야씨(沈佳氏), 안빈(安嬪) 수완니구왈기야씨(蘇完尼瓜爾佳氏)
- 도광(道光) : 효신성황후(孝愼成皇后) 퉁기야씨(佟佳氏), 가귀비(佳貴妃), 궈기야씨(郭佳氏), 예빈(豫嬪) 샹기야씨(尙佳氏), 항빈(恒嬪) 차이기야씨(蔡佳氏)
- 함풍(咸豐) : 단각황귀비(端恪皇貴妃) 퉁기야씨(佟佳氏), 민귀비(玫貴妃) 쉬기야씨(徐佳氏), 운빈(雲嬪) 우기야씨(武佳氏)

## 같이 보기
- 포의